# Mineralölsteuer
Die Mineralölsteuer, auch Kraftstoffsteuer, war bis Mitte 2006 eine Steuerart, die auf den Verbrauch von Mineralöl und andere Energieträger als Verbrauchsteuer erhoben wurde. In Deutschland wurde sie 2006 durch die Energiesteuer abgelöst.

## Geschichte
Es handelt sich um eine sehr alte Steuer, die seit langer Zeit erhoben wird. Als Vorläufer wurde 1879 der „Petroleumszoll“ eingeführt. Im Jahr 1930 ersetzte die Mineralölsteuer den Petroleumszoll. Die Einnahmen daraus waren damals noch zweckgebunden für den Straßenunterhalt. Seit 1939 wird auch Dieselöl besteuert.
1960 wurde eine Steuer auf Heizöl eingeführt (möglicherweise eine Reaktion auf die Kohlekrise in Deutschland).

## Allgemeines
Die Mineralölsteuer belastet unter anderem den motorisierten Individualverkehr, die Eisenbahn (soweit nicht elektrisch betrieben), die Allgemeine Luftfahrt und den Lkw-Verkehr, nicht dagegen den internationalen Luftverkehr: Dessen Treibstoffe sind in den meisten Ländern steuerfrei. Vorschläge bzw. Versuche, eine supranationale Kerosinsteuer – zum Beispiel zugunsten der Vereinten Nationen – einzuführen, scheiterten bislang.
Die Nutzer des Straßennetzes sollen mittels Mineralölsteuer die Kosten für Bau und Erhaltung des Straßennetzes zahlen („Verursacherprinzip“); außerdem sollen externe Kosten, die durch den Straßenverkehr entstehen, internalisiert werden. Eine Studie des Umweltbundesamtes (UBA) ermittelte 2007 für Deutschland externe Kosten von etwa 3 ct pro gefahrenem Kilometer. Darin enthalten sind Kosten, die nur schwer zu quantifizieren sind bzw. die nur fallweise anfallen. Zum Beispiel wurden Lärmkosten berechnet; diese können nur anfallen, wenn der Lärm eines Autos tatsächlich Dritte erreicht (Lärm-Immission, Lärmbelästigung).
Es ist allerdings ein schwieriges und komplexes Unterfangen,  sämtliche gesellschaftliche Kosten des Straßenverkehrs zu ermitteln.

## EU-Regelung
Die EU schreibt ihren Mitgliedsländern seit dem 1. Januar 2004 Mindest-Mineralölsteuersätze vor (Richtlinie 2003/96/EG zur Restrukturierung der gemeinschaftlichen Rahmenvorschriften zur Besteuerung von Energieerzeugnissen und elektrischer Energie, EU-Energiesteuerrichtlinie).

## Ungleichbehandlung
Bei der Energie- und Mineralölsteuer gibt es eine steuerliche Ungleichbehandlung von Benzin und Diesel, dies wird von den Medien in Deutschland und Österreich häufig als Dieselprivileg bezeichnet (Vergleich der Energiesteuersätze 2007 (Deutschland), Mineralölsteuer (Österreich)). In Deutschland wurden dadurch im Zeitraum von 1990 bis 2015 Dieselfahrzeuge im Vergleich zu Benzinfahrzeugen um ca. 254 Mrd. Euro geringer besteuert. Im Gegenzug werden Fahrzeuge mit Dieselmotor mit einer nach Hubraum gestaffelten, höheren Kfz-Steuer belegt. Dies führt dazu, dass sich der höhere Anschaffungspreis eines Dieselfahrzeugs erst ab einer gewissen Jahresfahrleistung amortisiert.

## Nationale Regelungen
- das Energiesteuergesetz (Deutschland) regelt die Mineralölsteuer in Deutschland
- die Mineralölsteuer in Österreich
- die Mineralölsteuer in der Schweiz